# 諾里奇 (伊利諾伊州)
諾里奇（英語：Norridge）是位於美國伊利諾伊州庫克縣的一個村落。

## 地理
諾里奇的座標為41°57′54″N 87°49′26″W / 41.96500°N 87.82389°W，而該地最高點為海拔高度195米（即640英尺）。

## 人口
根據2010年美國人口普查的數據，諾里奇的面積為4.69平方千米，當中陸地面積為4.69平方千米，而水域面積為0.00平方千米。當地共有人口14,572人，而人口密度為每平方千米3,107人。